# HVV Helmond in het seizoen 1961/62
Het seizoen 1961/1962 was het zevende en laatste jaar in het bestaan van de Helmondse betaaldvoetbalclub Helmond. De club kwam uit in de Nederlandse Eerste divisie A en eindigde daarin op de 18e plaats. Tevens deed de club mee aan het toernooi om de KNVB beker, hierin werd de club in de tweede ronde uitgeschakeld door Roda Sport (1–4). Na het seizoen keerde de club vrijwillig terug naar de amateurs.

## Wedstrijdstatistieken

### Eerste divisie A
|       | AGOVV | Alkmaar '54 | BVV   | D.F.C. | DHC   | Eindhoven | Fortuna | Go Ahead | 't Gooi | Haarlem | KFC   | Leeuwarden | Sittardia | Stormvogels | SVV   | Veendam | Vitesse |
| ----- | ----- | ----------- | ----- | ------ | ----- | --------- | ------- | -------- | ------- | ------- | ----- | ---------- | --------- | ----------- | ----- | ------- | ------- |
| Thuis | 3 – 1 | 0 – 1       | 1 – 0 | 0 – 1  | 0 – 4 | 0 – 2     | 1 – 1   | 0 – 3    | 2 – 3   | 1 – 3   | 0 – 1 | 0 – 3      | 0 – 1     | 2 – 1       | 0 – 2 | 1 – 4   | 5 – 1   |
| Uit   | 5 – 2 | 4 – 0       | 5 – 1 | 4 – 0  | 1 – 0 | 1 – 2     | 6 – 0   | 2 – 0    | 1 – 0   | 1 – 0   | 2 – 6 | 2 – 0      | 1 – 0     | 5 – 2       | 5 – 0 | 1 – 0   | 4 – 1   |

### KNVB beker
| 2e ronde                                | Helmond              | 1 – 4 (1 – 2) | Roda Sport                                               |
| 31 maart 1962 Plaats: Helmond Houtsdonk | Johannes van Zutphen |               | 17' Hens Fischer 21', 84' Piet Giesen 80' Joseph Büttgen |

## Statistieken Helmond 1961/1962

### Eindstand Helmond in de Nederlandse Eerste divisie A 1961 / 1962
| Stand | Gespeeld | Gewonnen | Gelijk | Verloren | Punten | Doelpunten voor | Doelpunten tegen |
| ----- | -------- | -------- | ------ | -------- | ------ | --------------- | ---------------- |
| 18e   | 34       | 6        | 1      | 27       | 13     | 30              | 82               |

### Topscorers
| #      | Naam                 | Goal |
| ------ | -------------------- | ---- |
| 1.     | Wim van der Plas     | 11   |
| 2.     | Thieu Houben         | 5    |
| 3.     | Marinus Lambooy      | 4    |
| 4.     | Jan Verhees          | 3    |
| 5.     | Frits Kusters        | 2    |
| 5.     | Willy van Neerven    | 2    |
| 7.     | Wim van Diessen      | 1    |
| 7.     | Frans van der Linden | 1    |
| 7.     | Jan Manders          | 1    |
| Totaal | Totaal               | 30   |

| #      | Naam                 | Goal |
| ------ | -------------------- | ---- |
| 1.     | Johannes van Zutphen | 1    |
| Totaal | Totaal               | 1    |